# Jaime Batalha Reis
Jaime Batalha Reis (Lisboa, 24 de Dezembro de 1847 — Torres Vedras, 24 de Janeiro de 1935) foi um engenheiro agrónomo, diplomata, geógrafo e publicista. Foi uma das figuras eminentes da Geração de 70 e companheiro mais próximo de Antero de Quental nos tempos do Cenáculo da Travessa do Guarda-Mor em Lisboa (1868-1871). Acompanhou de perto todo o percurso dos Vencidos da Vida com quem se relacionou. Colaborou na revista O Occidente (1878-1915) e na Revista do Conservatório Real de Lisboa  (1902).

## Obras
- A agricultura no districto de Vizeu  (1871)
- Os portuguezes na região do Nyassa  (1889)
- Estudos geográficos e históricos (1941, póstumo)